# Maria van Artesië
Maria van Artesië (1291 - Wijnendale, 22 januari 1366) was de dochter van Filips van Artesië (1269-1298) en Blanche van Bretagne.

## Leven
Zij trouwde in 1310 met markgraaf Jan I van Namen, die zijn toekomstige echtgenote als weduwengoed het kasteel van Wijnendale, alsook gronden in Wijnendale, Torhout, Langemark, Roeselare en enkele andere plaatsen in Vlaanderen schonk. Dit kwam neer op een jaarlijkse opbrengst van 8000 livres rente.
Toen Jan in 1311 met de Rooms-Duitse keizer Hendrik VII, een neef van Jan langs moederszijde, naar Italië was vertrokken, brak er in 1313 onder Maria een opstand in Namen uit, dat door sommige geschiedschrijvers werd toegeschreven aan haar harde belastingpolitiek in het graafschap. Zij en haar drie kinderen zaten opgesloten in het kasteel van Namen en vreesden voor hun leven. Na wat zoeken voor militaire hulp, kon Jan ten slotte Arnold V van Loon, een neef van Jan langs vaderszijde, ertoe bewegen de opstand in Namen neer te slaan.
Jan stierf op 31 januari 1330 en liet Maria als weduwe met kinderen achter. Filips VI van Frankrijk zou in een oorkonde van 17 februari 1330 verklaren dat Maria vrijwillig afstand had gedaan van al haar aanspraken op haar erfenis ten voordele van haar zoon Jan II van Namen, de nieuwe markgraaf van Namen, en ook aan hem de voogdij over haar nog minderjarige kinderen aan hem overdroeg, maar dat deze had gezegd dat zijn moeder zolang ze wou kon genieten van haar weduwegoed. Toen zijn moeder zich echter, blijkbaar op vraag van Filips IV, ging inmengen in zaken in Sluis (14 november 1330), zou de verhouding tussen moeder en zoon steeds meer verslechteren.
Nadat haar zonen Jan (1330-1335), Gwijde (1335-1336) en Filips (1336-1337) kort achtereen waren opgevolgd en gestorven, kwam in 1337 het markgraafschap nu toen aan haar vijftienjarige zoon Willem. Daarom nam Maria het regentschap op zich. Ze had in 1336, in haar hoedanigheid van vrouwe van Sluis, de Zeven Triniteitspolder in Vlissingen laten bedijken. Op 19 september van dat jaar vroeg ze ook aan de bisschop van Utrecht, Jan van Diest, toestemming om op het eiland Lescoer de la Nuese bij Axel, dat nog maar pas door haar was ingedijkt, een kerk te mogen stichten, hetgeen pas op 8 november 1339 werd ingewilligd. Op 23 december 1339 verleende Maria aan de stad Terneuzen (Nose) de bevestiging van de privileges, die het onder Robrecht van Béthune had bezeten. Uit een oorkonde van 10 maart 1340 blijkt dat Maria het patronaatsrecht van de Triniteitskerk bij Nose in haar bezit had.
Maria kocht in 1342 het kasteel Poilvache en de bijbehorende heerlijkheid van Jan de Blinde, graaf van Luxemburg en schonk het in 1353 aan haar op een na jongste zoon Willem. Ze kocht op 2 oktober 1344 van deze tevens voor 25000 royaux de dorpen Lomprez, Villance, Vireux, Graide, Maissin, Havenne, Focant, Martouzin-Neuville, Nassogne, Seny en Terwagne.
Zij was de moeder van:
- markgraaf Jan II van Namen (1311 - 1335)
- markgraaf Gwijde II van Namen (1312 - 1336)
- Hendrik (1313-1333), kanunnik
- Blanca van Namen (1316 - 1363), gehuwd met koning Magnus Eriksson, koning van Zweden en Noorwegen
- graaf Filips III van Namen (1319 - 1337)
- Maria (1322 - 1357), trouwde in 1336 met Hendrik II van Vianden en in 1342 met Thibaut van Bar ( - 1354), heer van Pierrepont
- Marguerite (1323 - 1383), een non in de abdij van Beaulieu in Petegem
- markgraaf Willem I van Namen (1324 - 1391)
- Robert van Namen (1325 - 1/29 april 1391), heer van Beaufort-sur-Meuse (Ben-Ahin), Ronse, Balâtre en Chièvres
- Lodewijk (1325 - tussen 1378 en 1386), heer van Petegem en Bailleul, in 1365 gehuwd Isabella van Roucy
- Elisabeth (1329 - 1382), rond 1342 gehuwd met Ruprecht I van de Palts (1309 - 1390), Keurvorst van de Palts aan de Rijn.

## Voorouders
| Voorouders van Maria van Artesië (1291-1366) | Voorouders van Maria van Artesië (1291-1366)                              | Voorouders van Maria van Artesië (1291-1366)                              | Voorouders van Maria van Artesië (1291-1366)                              | Voorouders van Maria van Artesië (1291-1366)                              | Voorouders van Maria van Artesië (1291-1366)                       | Voorouders van Maria van Artesië (1291-1366)                       | Voorouders van Maria van Artesië (1291-1366)                                  | Voorouders van Maria van Artesië (1291-1366)                                  |
| -------------------------------------------- | ------------------------------------------------------------------------- | ------------------------------------------------------------------------- | ------------------------------------------------------------------------- | ------------------------------------------------------------------------- | ------------------------------------------------------------------ | ------------------------------------------------------------------ | ----------------------------------------------------------------------------- | ----------------------------------------------------------------------------- |
| Overgrootouders                              | Robert I van Artesië (1216-1250) ∞ 1200 Machteld van Brabant (1224-1288)  | Robert I van Artesië (1216-1250) ∞ 1200 Machteld van Brabant (1224-1288)  | Peter van Courtenay (1218-1250) ∞ Pétronille van Joigny (-1289)           | Peter van Courtenay (1218-1250) ∞ Pétronille van Joigny (-1289)           | Jan I van Bretagne (1217-1286) ∞ Blanche van Navarra (1226-1283)   | Jan I van Bretagne (1217-1286) ∞ Blanche van Navarra (1226-1283)   | Hendrik III van Engeland (1207-1272) ∞ 1236 Eleonora van Provence (1223-1291) | Hendrik III van Engeland (1207-1272) ∞ 1236 Eleonora van Provence (1223-1291) |
| Grootouders                                  | Robert II van Artesië (1250-1302) ∞ 1200 Amicie van Courtenay (1250-1275) | Robert II van Artesië (1250-1302) ∞ 1200 Amicie van Courtenay (1250-1275) | Robert II van Artesië (1250-1302) ∞ 1200 Amicie van Courtenay (1250-1275) | Robert II van Artesië (1250-1302) ∞ 1200 Amicie van Courtenay (1250-1275) | Jan II van Bretagne (1239-1305) ∞ Beatrix van Engeland (1242–1275) | Jan II van Bretagne (1239-1305) ∞ Beatrix van Engeland (1242–1275) | Jan II van Bretagne (1239-1305) ∞ Beatrix van Engeland (1242–1275)            | Jan II van Bretagne (1239-1305) ∞ Beatrix van Engeland (1242–1275)            |
| Ouders                                       | Filips van Artesië (1269-1298) ∞ Blanche van Bretagne (1250-1275)         | Filips van Artesië (1269-1298) ∞ Blanche van Bretagne (1250-1275)         | Filips van Artesië (1269-1298) ∞ Blanche van Bretagne (1250-1275)         | Filips van Artesië (1269-1298) ∞ Blanche van Bretagne (1250-1275)         | Filips van Artesië (1269-1298) ∞ Blanche van Bretagne (1250-1275)  | Filips van Artesië (1269-1298) ∞ Blanche van Bretagne (1250-1275)  | Filips van Artesië (1269-1298) ∞ Blanche van Bretagne (1250-1275)             | Filips van Artesië (1269-1298) ∞ Blanche van Bretagne (1250-1275)             |